# Livia Prüll
Livia Prüll (geb. 15. Juli 1961 in Katzenelnbogen) ist eine deutsche Medizinerin, Geschichtswissenschaftlerin, Medizinhistorikern, Fachautorin und Hochschullehrerin.

## Werdegang
Im Anschluss an ihr Abitur am Gießener Landgraf-Ludwigs-Gymnasium begann Prüll ihr Studium der Geschichte und ein Jahr später ein gleichzeitiges Studium der Medizin an der Justus-Liebig-Universität Gießen. Im Jahr 1987 bestand sie ihre ärztliche Prüfung und erhielt die Approbation. Bereits während ihres Medizinstudiums arbeitete Prüll als Hilfswissenschaftler am Institut für Landesgeschichte unter der Leitung von Peter Moraw und betrieb mit Rainer Christoph Schwinges Forschungen zur Medizingeschichte. Im Jahr 1990 beendete sie ihr Geschichtsstudium. Ihre Magisterarbeit mit dem Titel Vom gelehrten Einzelgänger zum Wissenschaftsorganisator. Die gelehrten Heilkundigen in der Medizinischen Fakultät der Universität Gießen von 1750 bis 1918 wurde mit dem Preis der Universität für Arbeiten zur Geschichte ausgezeichnet.
Nach Abschluss ihres Studiums wurde Prüll Wissenschaftlicher Mitarbeiter am Institut für Geschichte der Medizin und des Krankenhauswesens an der RWTH Aachen. Im folgenden Jahr promovierte sie an der Freien Universität Berlin. Ihre Dissertation mit dem Thema Der Heilkundige in seiner geographischen und sozialen Umwelt. Die Gießener Medizinische Fakultät auf dem Weg in die Neuzeit (1750–1918) wurde mit magna cum laude bewertet. Im Jahr 1999 habilitierte Prüll zum Thema Medizin am Toten oder am Lebenden? Pathologie in Berlin und in London 1900 bis 1945 an der Albert-Ludwigs-Universität in Freiburg. Im Anschluss lehrte sie als Senior Research Associate an der University of Durham.
Derzeit lehrt Prüll als Professorin für Geschichte, Theorie und Ethik der Medizin am Institut für Anatomie an der Mainzer Johannes Gutenberg-Universität und leitet eine Forschungsgruppe.

## Persönliches
Prüll ist transident.  Sie wurde als Cay-Rüdiger Prüll geboren und ließ ihre offizielle Geschlechtsangleichung im März 2014 vornehmen. Die Personenstandsänderung wurde am 30. Oktober desselben Jahres rechtskräftig. Prüll engagiert sich für die Belange Transidenter Menschen und ist in verschiedenen Initiativen und Gesellschaften zu diesem Themenfeld aktiv. Zudem ist die Sprecherin des Kompetenzzentrums Transidentität und Diversität Frankfurt und Mittelhessen. Prüll entstammt mütterlicherseits einer norddeutschen Pfarrersfamilie und ist evangelischen Glaubens. In den Kirchenliedern Paul Gerhardts, die sie in Publikationen zitiert, sieht sie ihr christliches Selbstverständnis bestätigt, wonach man sich im Glauben behaupten muss. Prüll engagiert sich in der evangelischen Aktion Sühnezeichen Friedensdienste.

## Wissenschaftlicher Beitrag
In ihrer Forschung zur Geschichte der Medizin des 19. und 20. Jahrhunderts legt Prüll einen Schwerpunkt auf die Geschichte der Pathologie und der Pharmakologie. Zudem betrachtet die die neuzeitliche Medizin unter sozial- und kulturgeschichtlichen Gesichtspunkten.

### Publikationen
Prüll publiziert zu verschiedenen Themenfeldern, hierzu gehört neben der Medizin- und der Lehrgeschichte auch die Transidentität.

#### Als Autorin
- Trans* im Glück. Geschlechtsangleichung als Chance. Autobiographie Medizingeschichte Medizinethik, Vandenhoeck & Ruprecht, 2016, ISBN 978-3525490112
- mit Christian George und Frank Hüther: Universitätsgeschichte schreiben. Inhalte – Methoden – Fallbeispiele, V&R unipress, 2019, ISBN 978-3847109662

#### Als Herausgeberin
- Krieg und medikale Kultur. Patientenschicksale und ärztliches Handeln in der Zeit der Weltkriege 1914–1945, Wallstein, 2014, ISBN 978-3835314313

#### Als Beitragende
- Florian Steger: Diversität im Gesundheitswesen. Angewandte Ethik Band 3, Verlag Karl Alber, 2019, ISBN 978-3495490280
- Maximilian Schochow et al: Inter* und Trans*identitäten. Ethische, soziale und juristische Aspekte, Psychosozial-Verlag, 2016, ISBN 978-3837924534
- Paul Buckermann et al: Kybernetik, Kapitalismus, Revolutionen. Emanzipatorische Perspektiven im technologischen Wandel, Unrast Verlag, 2017, ISBN 978-3897712256